# Agros (Dadou)
Der Agros (französisch: Ruisseau d’Agros) ist ein Fluss im Süden Frankreichs, der im Département Tarn der Region Okzitanien etwas südlich der Stadt Albi verläuft.

## Geographie

### Verlauf
Der Agros entspringt nördlich des Gemeindehauptortes von Lamillarié, entwässert generell in südwestlicher Richtung durch ein gering besiedeltes Gebiet und mündet nach rund 19 Kilometern am nördlichen Rand der Kleinstadt Graulhet als rechter Nebenfluss in den Dadou. In seinem Unterlauf passiert er den Flugplatz Aérodrome de Graulhet–Montdragon.

### Orte am Fluss
(Reihenfolge in Fließrichtung)
- La Rigaudié, Gemeinde Lamillarié
- La Pioche Basse, Gemeinde Lamillarié
- La Duraulié, Gemeinde Poulan-Pouzols
- Conté, Gemeinde Orban
- Vitrac, Gemeinde Sieurac
- Oulmié, Gemeinde Lombers
- Pont de la Peyre, Gemeinde Labessière-Candeil
- Combert, Gemeinde Lasgraisses
- Graulhet